# Sparganium eurycarpum
Sparganium eurycarpum là một loài thực vật có hoa trong họ Typhaceae. Loài này được Engelm. miêu tả khoa học đầu tiên năm 1867.

## Hình ảnh

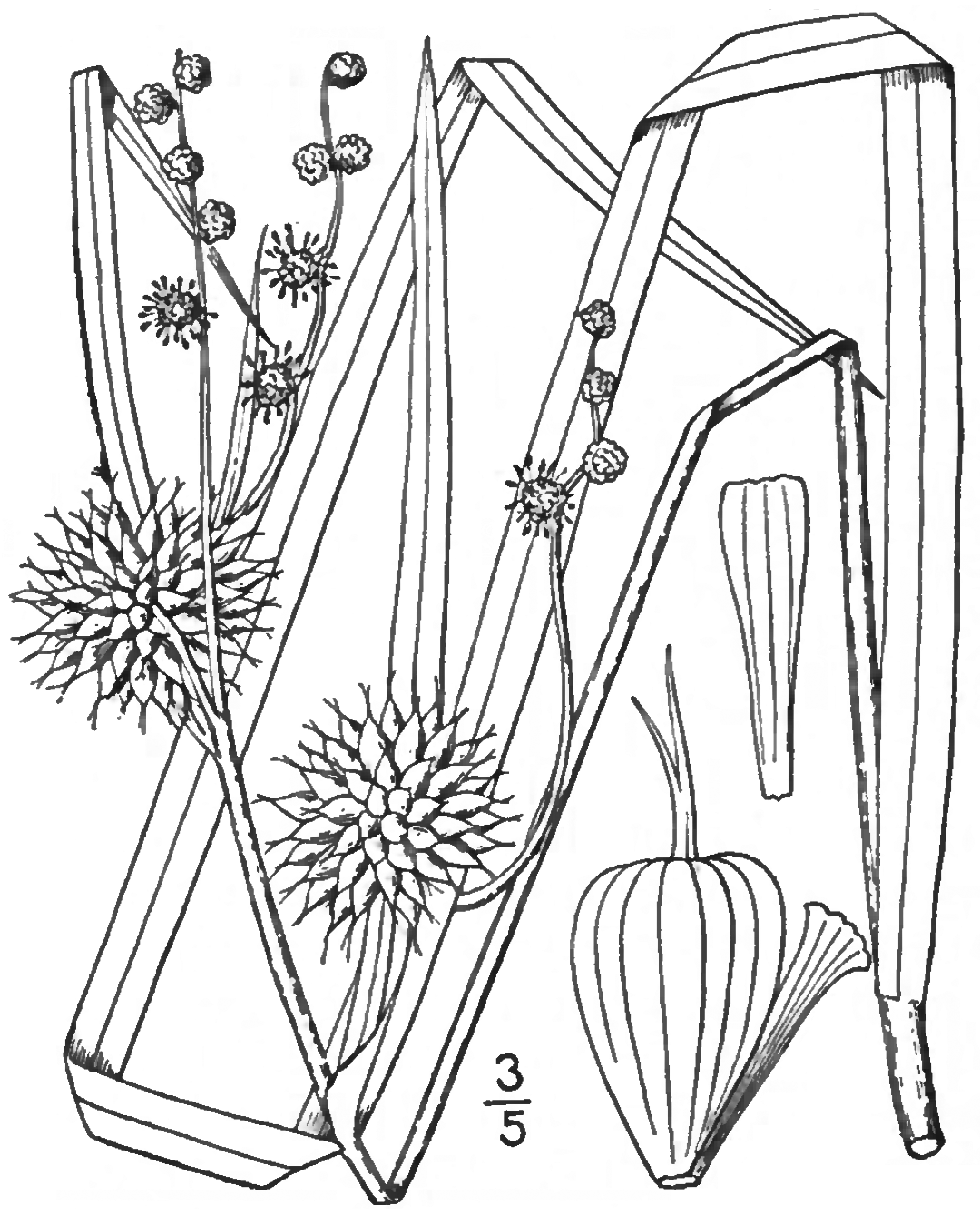
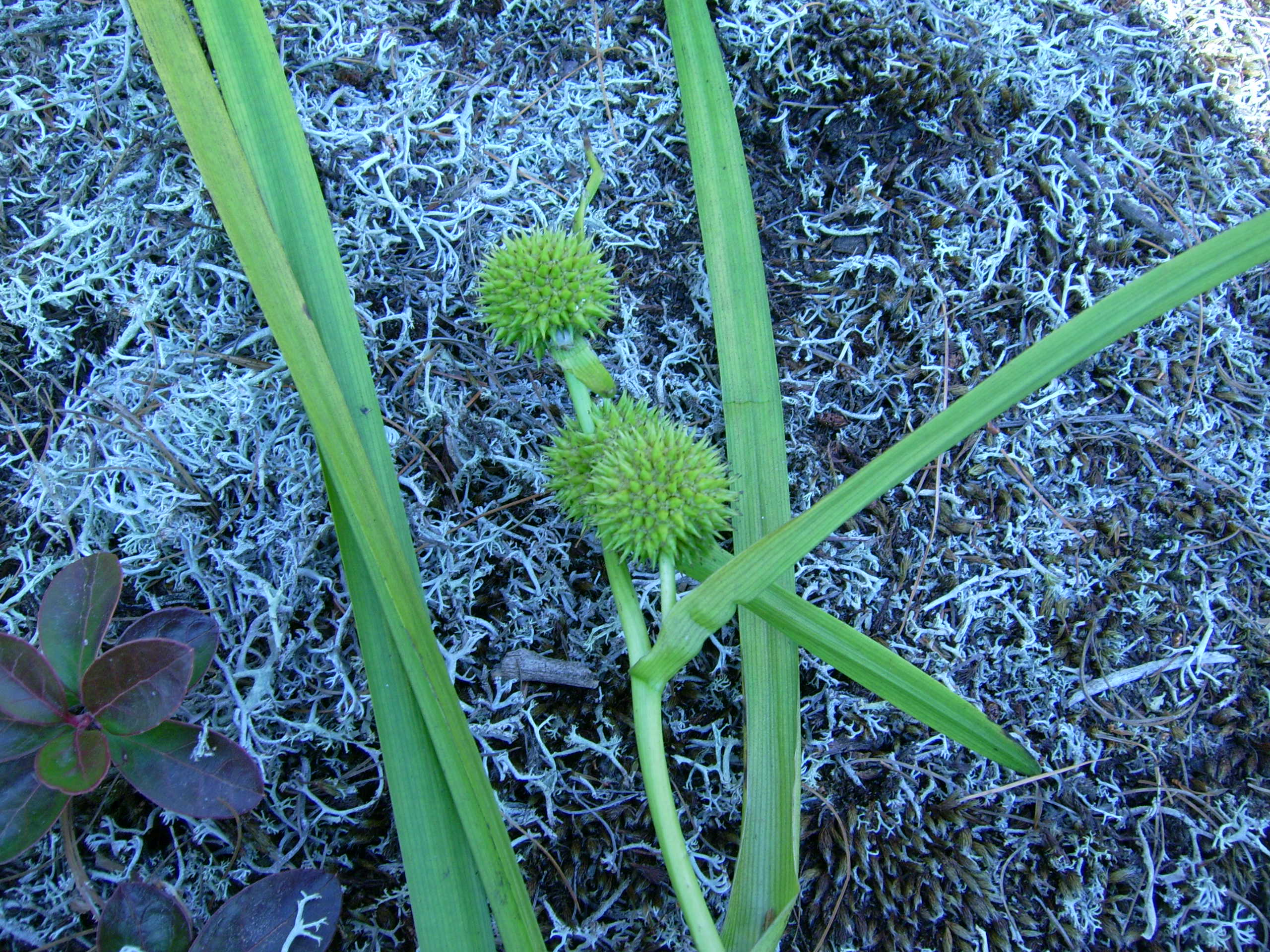
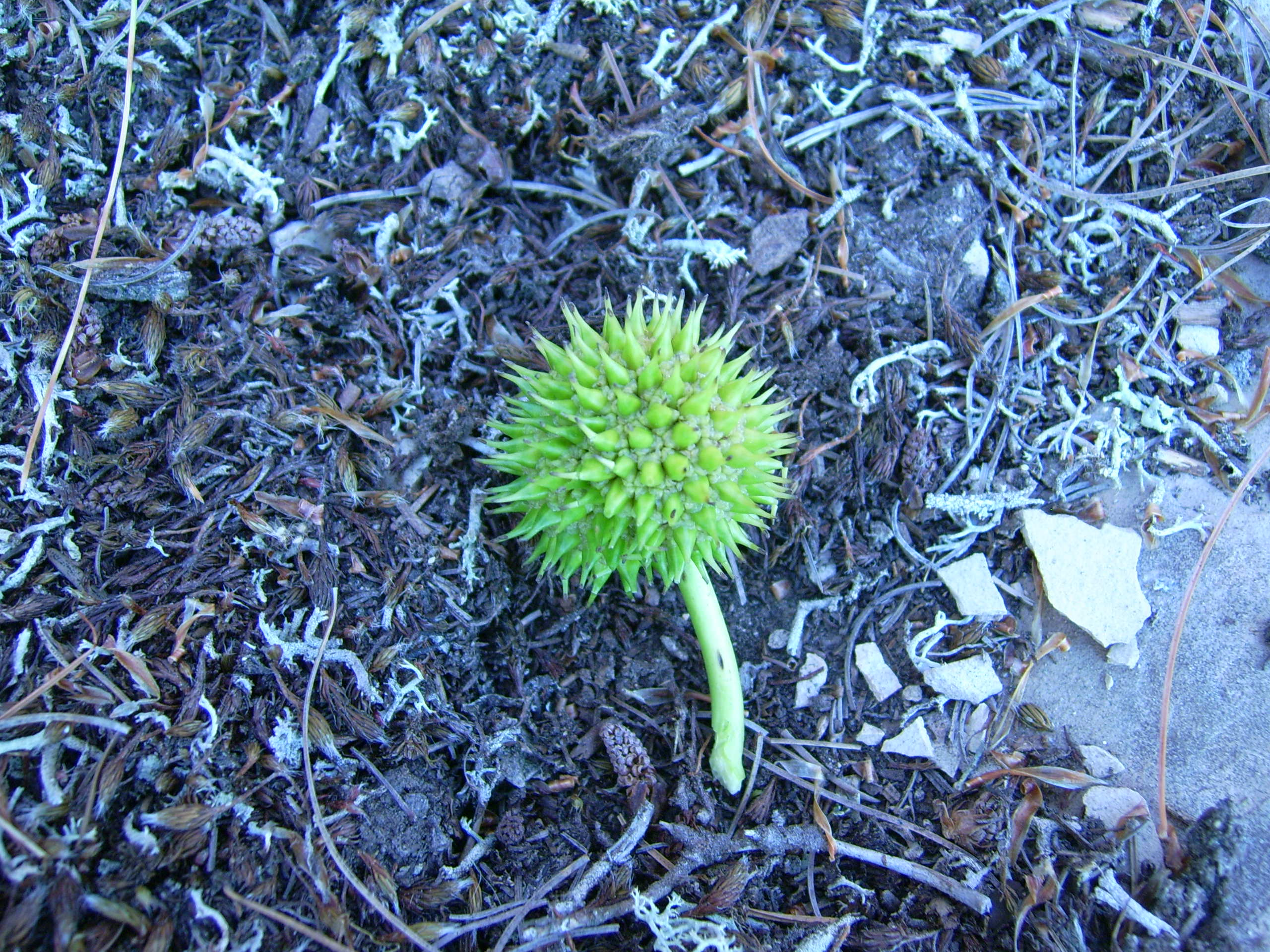
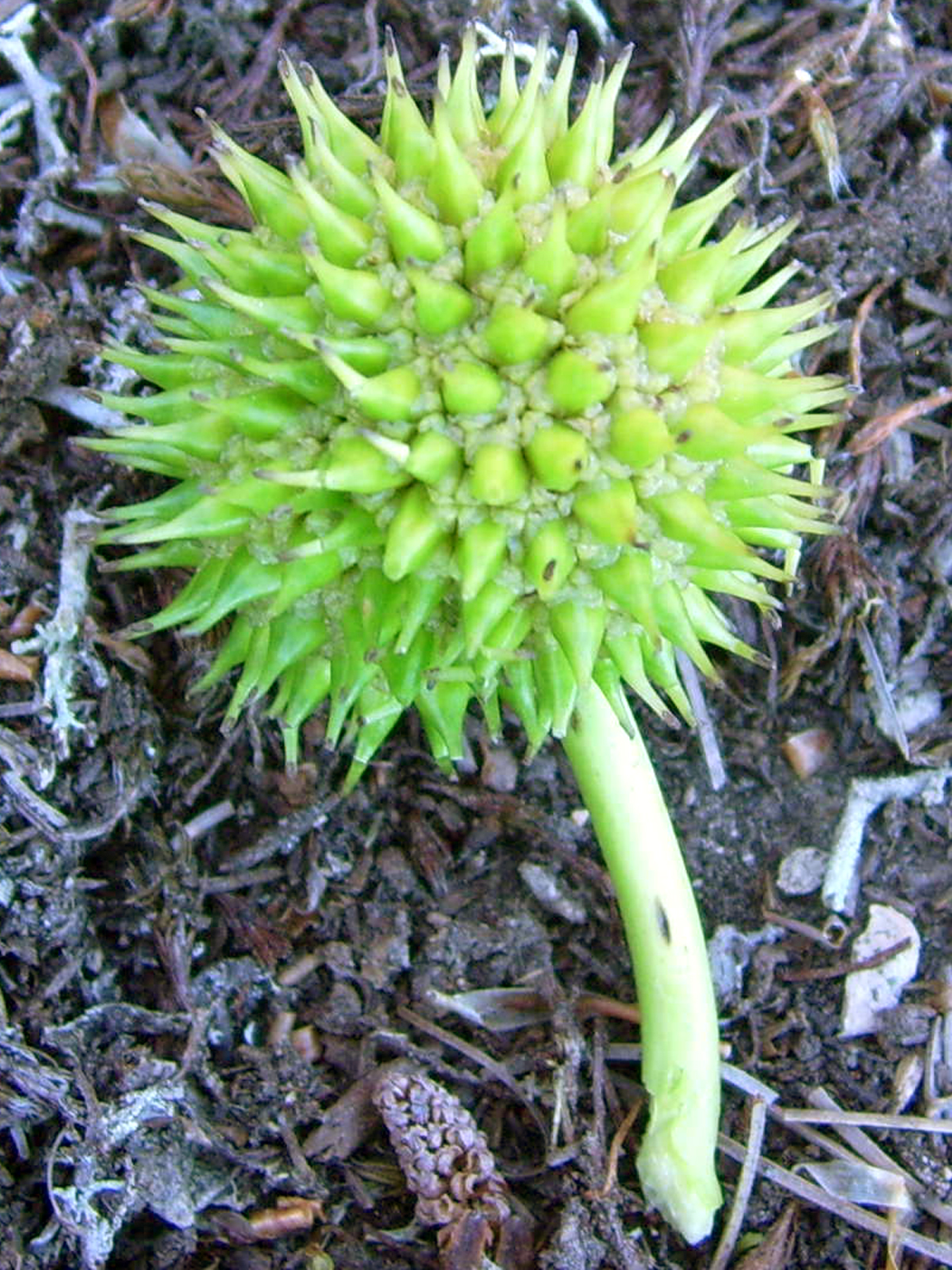